# Oceanapia pinella
Oceanapia pinella är en svampdjursart som först beskrevs av de Laubenfels 1954.  Oceanapia pinella ingår i släktet Oceanapia och familjen Phloeodictyidae. Inga underarter finns listade i Catalogue of Life.